# کلنگا
کلنگا، روستایی است از توابع بخش لاله‌آباد شهرستان بابل در استان مازندران ایران.

## جمعیت
این روستا در دهستان کاری‌پی قرار دارد و براساس سرشماری مرکز آمار ایران در سال۱۴۰۲، جمعیت آن۷۵۰ نفر۲۷۰خانوار) بوده‌است.